# Valerian and the City of a Thousand Planets
Valerian and the City of a Thousand Planets in Franstalige landen uitgebracht als Valérian et la Cité des mille planètes, is een Franse Engelstalige sciencefictionfilm uit 2017, geregisseerd door Luc Besson en gebaseerd op de Franse stripreeks Valérian et Laureline (Ravian en Laureline), losjes de verhaallijn van het zevende deel De ambassadeur der schaduwen volgend.

## Verhaal
Valerian (Dane DeHaan) en Laureline (Cara Delevingne) zijn twee tijd-ruimteagenten in de "tijd-ruimtedienst" in de 28ste eeuw. Ze werken vanuit de ruimtestad Alpha, de "Stad van de Duizend Planeten". Deze stad is gevormd doordat steeds meer buitenaardse volkeren zich met hun capsules aan het International Space Station hebben gekoppeld. Toen de stad te groot werd, kon deze niet meer in een baan om de Aarde blijven en werd deze de ruimte in gestuurd. De stad is een ontmoetingsplaats voor vele volkeren uit het Heelal geworden.
Op de planeet Mül leeft een primitief volk dat parels opvist. Met behulp van een draakje dat super-energieparels uitscheidt geven ze de energie weer terug aan de planeet. Bij Mül breekt een gevecht uit tussen ruimteschepen en de planeet wordt vernietigd. Slechts enkele Mül weten te overleven. Dertig jaar later zijn Valerian en Laureline onderweg en terwijl Valerian ligt te slapen ontvangt hij een telepatische boodschap van de Mül. Ze komen aan op de planeet Kirian waar een grote zwarte markt te vinden is en waar handelaar Igon Siruss de laatste Mül-draak te koop aanbiedt. Ook twee Mül proberen deze te kopen met een parel als ruilmiddel maar Valerian en Laureline weten zowel het draakje als de parel te bemachtigen.
Eenmaal terug op Alpha blijkt een deel van de stad ontoegankelijk te zijn geworden door een onbekende kracht. Ze noemen dit de rode zone. De commandant Arün Filitt gaat naar een crisioverleg en Valerian en Laureline krijgen de opdracht om hem te beschermen. De Mül vallen aan, ze ontvoeren Filitt en Valerian zet de achtervolging in. Laureline weet hem op te sporen maar wordt ontvoerd door een primitieve stam monsters die haar als gerecht serveert voor hun koning. Valerian weet hier met een vormveranderende danseres te infiltreren en samen ontsnappen ze.
De twee wagen zich in het de rode zone. Deze blijkt bewoond te worden door de overlevende Mül en ze houden Filitt gevangen. Ze leggen uit dat de Mül gedood zijn tijdens een oorlog waar ze niks mee te maken hadden, dat Filitt verantwoordelijk is en dit in de doofpot heeft weten te stoppen. De Mül hebben een nieuw ruimteschip gebouwd en hebben het draakje nodig om ver weg hun planeet opnieuw op te bouwen. Valerian en Laureline geven de parel en het draakje aan de Mül maar Filitt weet van afstand gevechtsrobots naar de rode zone te sturen. Een hevig gevecht volgt maar de Mül weten met hun ruimteschip te ontsnappen, samen met Valerian en Laureline. Filitt wordt gearresteerd. De Mül laten Valerian en Laureline achter in de oude Apollo-module. Terwijl ze wachten om opgepikt te worden, vraag Valerian haar te huwelijk.

## Rolverdeling
| Acteur            | Personage                           |
| ----------------- | ----------------------------------- |
| Dane DeHaan       | Valerian                            |
| Cara Delevingne   | Laureline                           |
| Clive Owen        | Arün Filitt                         |
| Rihanna           | Bubble                              |
| Ethan Hawke       | Jolly the Pimp                      |
| Herbie Hancock    | Minister van defensie               |
| Kris Wu           | Captain Neza                        |
| Rutger Hauer      | President of the Human Federation   |
| John Goodman      | Igon Siruss (stem)                  |
| Elizabeth Debicki | Haban Limaï (stem)                  |
| Sam Spruell       | General Okto Bar                    |
| Alain Chabat      | Bob the Pirate                      |
| Mathieu Kassovitz | Camelot on Big Market               |
| Jonas Bloquet     | K-Tron Warrior/Control Room Soldier |

## Productie
In 2012 kondigde Luc Besson aan dat hij een verfilming van de Franse stripreeks Valérian et Laureline ging maken. Op 12 mei 2015 maakte Besson via Twitter bekend dat Dane DeHaan en Cara Delevingne de hoofdrollen zouden spelen.
De filmopnamen gingen van start op 5 januari 2016 in de filmstudio Cité du Cinéma in Saint-Denis, Parijs. De film oogt in stijl sterk op The Fifth Element uit 1997 die door dezelfde regisseur is gemaakt.
Met een budget van 197 miljoen euro was het de duurste Europese en tevens duurste onafhankelijke film ooit. De film was tweeënhalf maal duurder dan nummer de tweede duurste Franse film, Asterix en de Olympische Spelen.

## Ontvangst
De film deed het niet goed aan de kassa's tijdens zijn openingsweekend van 21 juli 2017 in de Verenigde Staten. De film werd getoond in 3.553 bioscopen en bracht amper 17 miljoen US$ op, heel wat minder dan verwacht. De film kreeg middelmatige kritieken van de filmcritici met een score van 53% op Rotten Tomatoes. In totaal bracht de film 225 miljoen dollar op maar zou daarmee bij lange na niet winstgevend blijken.
Ondanks de vele negatieve kritieken werd de film genomineerd voor twee Saturn Awards.